# Gare d'Échallens
La gare d'Échallens est une gare ferroviaire du chemin de fer Lausanne-Échallens-Bercher, la principale de la ligne. Elle se situe sur le territoire de la commune d'Échallens, dans le canton de Vaud, en Suisse.

## Situation ferroviaire
Établie à 617 mètres d'altitude, la gare d'Échallens est située au point kilométrique 14,16 de la ligne Lausanne – Bercher (101). Elle se situe entre la gare d'Assens et la gare de Sur Roche. Il s'agit de la gare centrale de la ligne. C'est une gare d'évitement de cette ligne à voie unique.
Les voies 1 et 2 sont reliées au reste de la ligne. La voie 3, quant à elle, est une voie sans issue. Elle sert aussi de voie de garage. La gare comporte aussi une voie d'accès aux dépôts qui font partie des infrastructures de la gare. Les dépôts comportent 7 voies de garage extérieures et 4 voies couvertes qui servent aussi d'atelier de maintenance. Il y a aussi une fosse pour l'entretien de la locomotive à vapeur no 8 ainsi qu'une voie de chargement pour transférer sur les rails les véhicules amenés par camions. Gare principale de la ligne, elle dispose d'un chef de gare qui gère : les accès des trains et peut aussi contrôler visuellement toutes les autres gares et halts de la ligne, par un système centralisé de vidéosurveillance.

## Histoire
Construite en 1873, inaugurée en 1874, à la suite de l'ouverture du tronçon Cheseaux-sur-Lausanne-Échallens le 1er juin de la même année, la gare d'Échallens est la gare principale du chemin de fer Lausanne-Échallens-Bercher. En 1907, un incendie ravage les ateliers et dépôts de Chauderon. Ils seront déplacés à Échallens où de nouvelles halles sont construites à cet effet. Ils y demeureront jusqu'à aujourd'hui. Trois ans plus tard, en 1910, l'atelier est agrandi. En 1913, les anciens bâtiments en bois des gares d'Assens et d'Étagnières sont reconstruits à Échallens et servent de halles pour l'atelier. Toutefois, en 1985 les anciens bâtiments en bois sont démontés et la construction d'un nouvel atelier en béton est entreprise.

La gare en 1970.

Jusqu'au 10 octobre 1908, la ligne du L-E suivait la route cantonale et l'accès à la gare se faisait du côté est par une tranchée. Après cette date, l'accès se fait par le côté ouest grâce à une déviation après la gare d'Assens d'où la ligne cesse de longer la route cantonale pour passer par les Brits avant d'entrer dans le village par la Villaire. Cela apporte des simplifications de manœuvres ainsi qu'une réduction du temps d'arrêt des convois de 50 % en passant de 10 à 5 minutes.
En 1958 le bâtiment de la gare, y compris le buffet, est entièrement transformé. En 1971, la gare d'Échallens devient la gare centrale de la ligne. En effet, toutes les automotrices sont équipées d'un système radio relié à cette dernière. Dès 1981, il sera même possible, si besoin est, de provoquer une freinage d'urgence des trains depuis la gare.
À la fin des années 1990, la gare est entièrement démolie et reconstruite, principalement pour des raisons de sécurité.  Ainsi, c'est en 1998 qu'a été inaugurée la gare dans sa version actuelle. En 2013, la gare compte une moyenne de 2 246 passagers par jour, soit 10,64 % des mouvements journaliers de la ligne.

La gare au début des années 2000
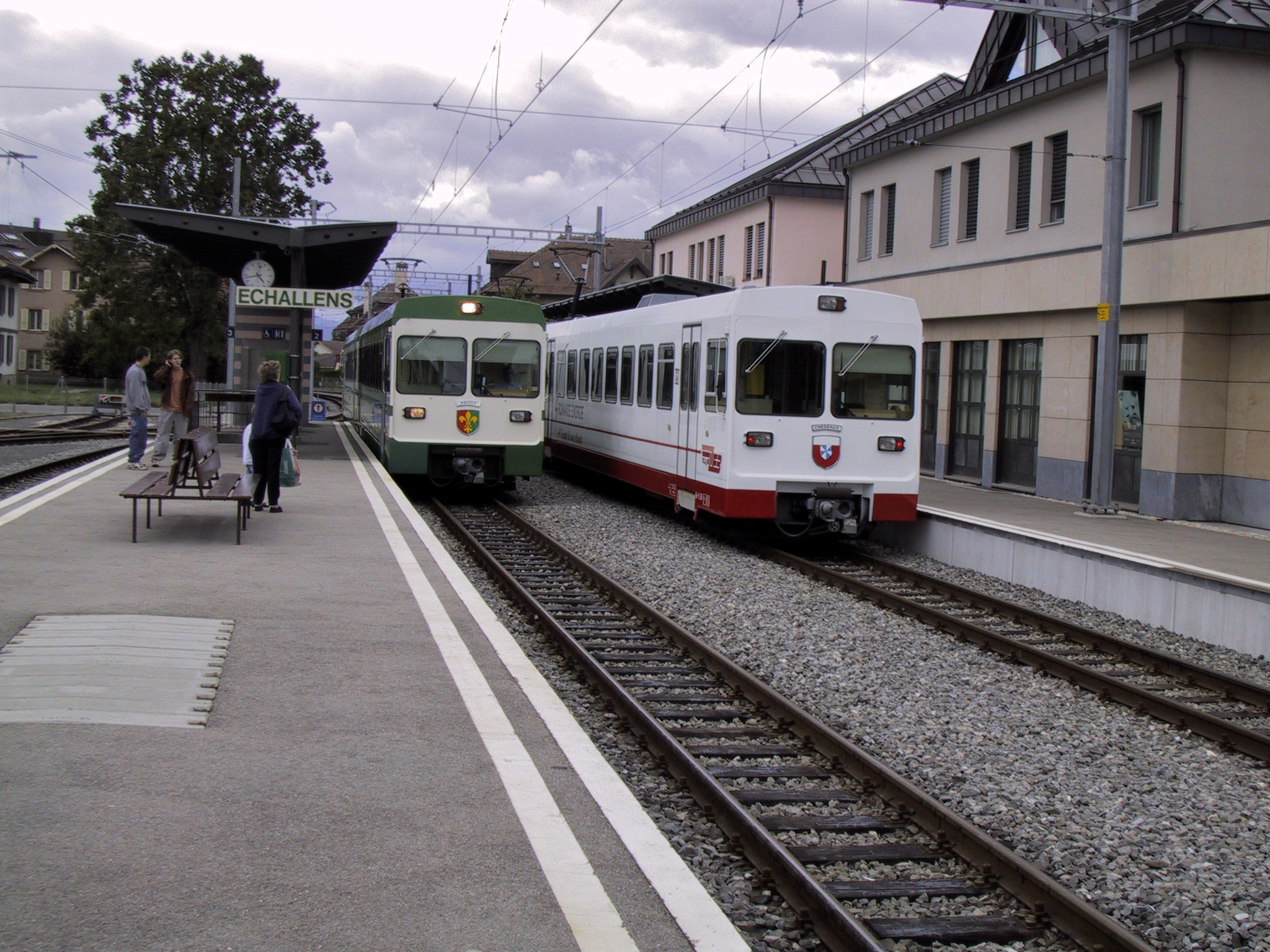
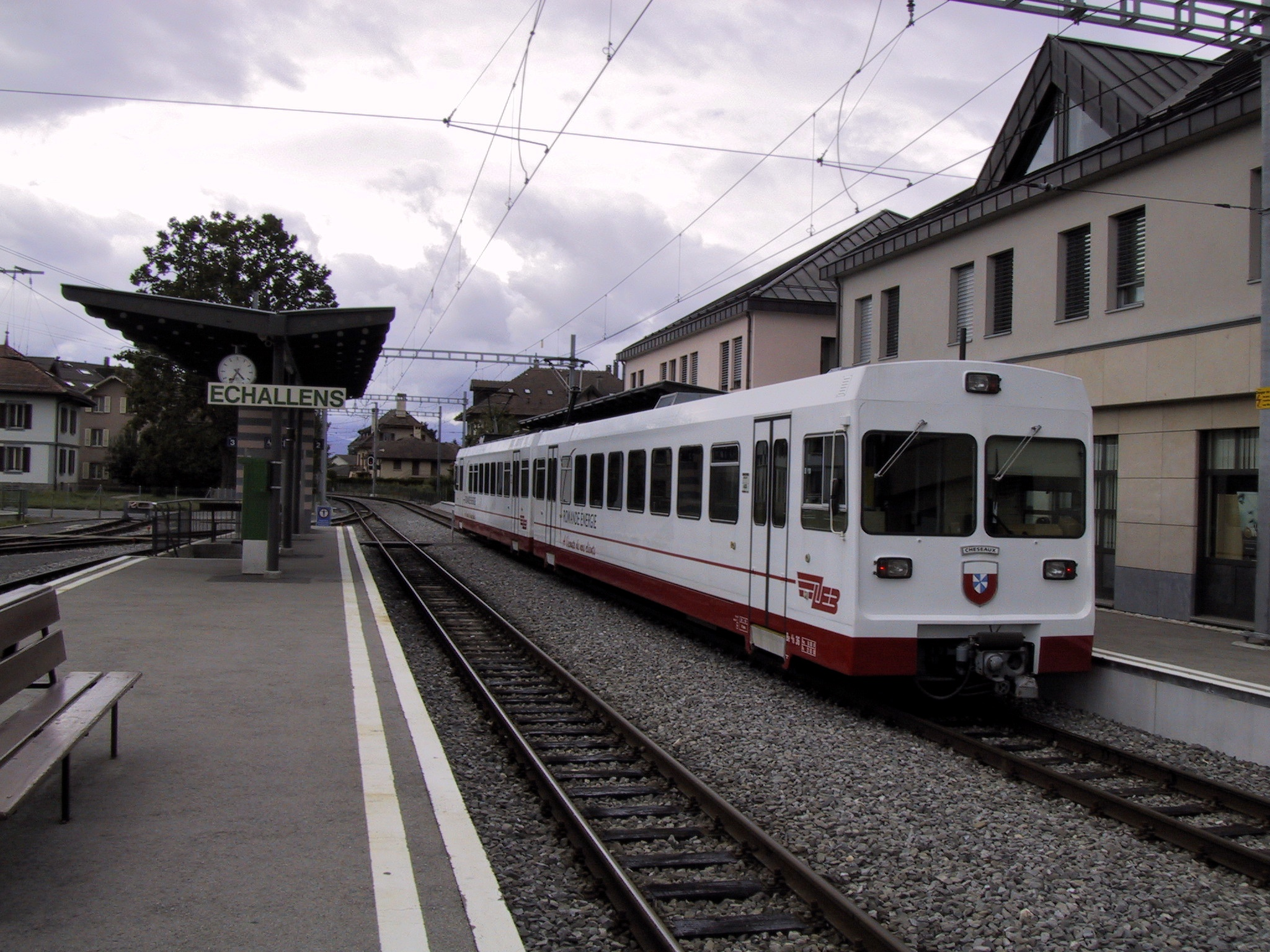
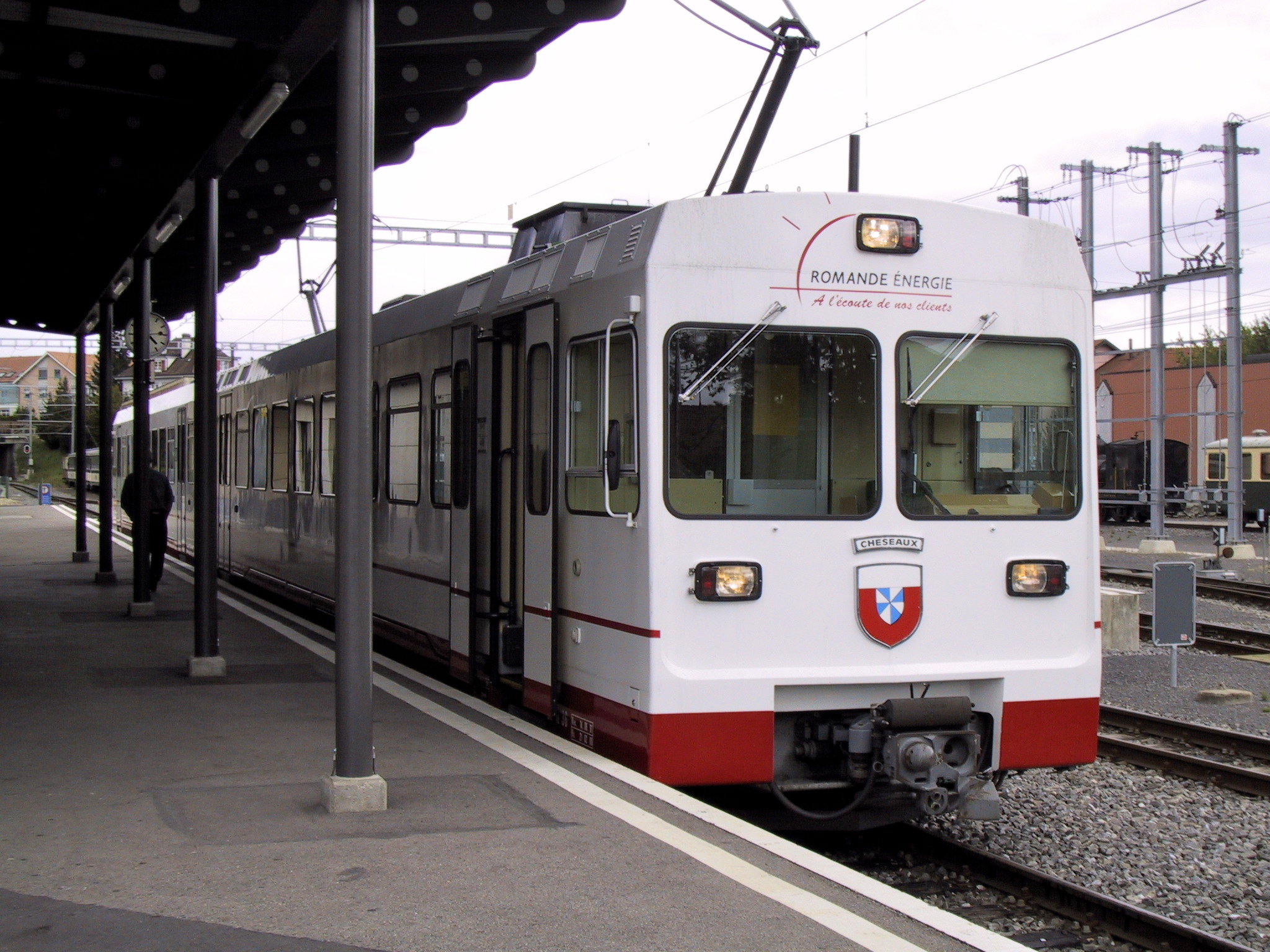

Au mois de février 2015, la compagnie met à l'enquête la construction d'un projet de couverture pour abriter et électrifier cinq voies de garage contiguës à la halle des véhicules routiers. Ce futur bâtiment couvrira une surface de 1 400 m2 et servira uniquement à parquer les véhicules ferroviaires. L'électrification des cinq voies de garage permettra de faciliter la manœuvre des trains afin de ne plus être dépendant du locotracteur Tm 2/2 no 1. En septembre 2016, une mise à l'enquête a lieu pour des travaux d'aménagement de la gare. Il est prévu d'allonger le quai central à une longueur de 120 m en direction de Bercher dans le but de faire circuler des compositions à 6 éléments à l'horizon 2030. La marquise centrale sera aussi allongée. Le coût des travaux est devisé à 5 millions de francs.

## Service des voyageurs

### Accueil
La gare dispose : de deux guichets accessibles depuis la salle d'attente ainsi que deux automates à billets CFF. C'est aussi dans cette gare que se trouve le poste de commande principal de la ligne. L'accès aux voies 2 et 3 peut se faire aisément pour les personnes handicapées du fait de l'installation d'ascenseurs en plus des escaliers menant au passage sous voies. Des toilettes publiques sont aussi disponibles, toutes les voitures du LEB en étant dépourvues.
La gare d'Échallens dispose également : d'un café/restaurant, le Buffet de la gare ; un office de poste ; une succursale de la Banque cantonale vaudoise ; un distributeur automatique de produits alimentaires et un distributeur automatique de boissons chaudes.

### Desserte
Échallens est desservie par des trains régionaux et directs à destination de Bercher et de Lausanne-Flon.

Installations et desserte
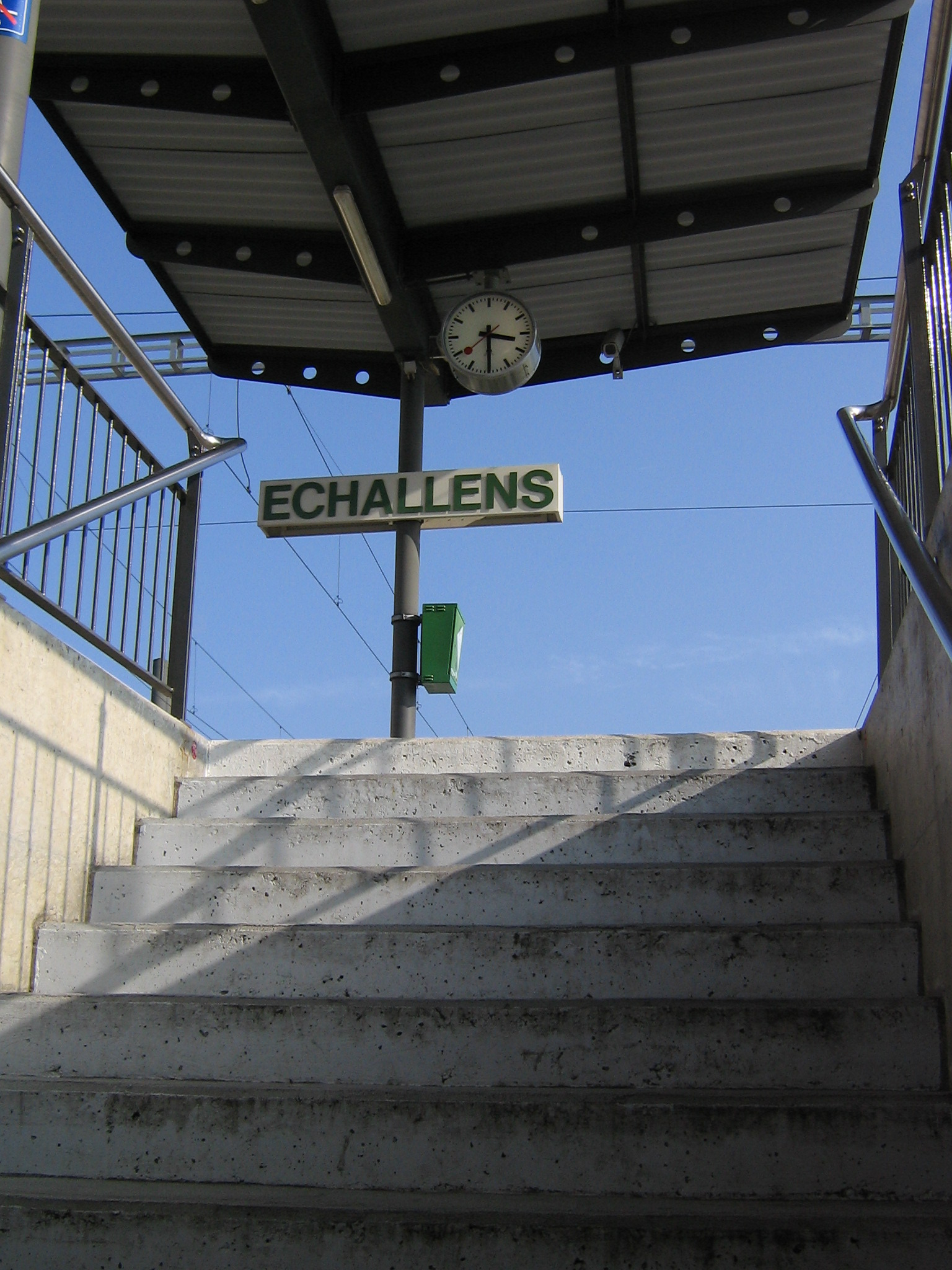
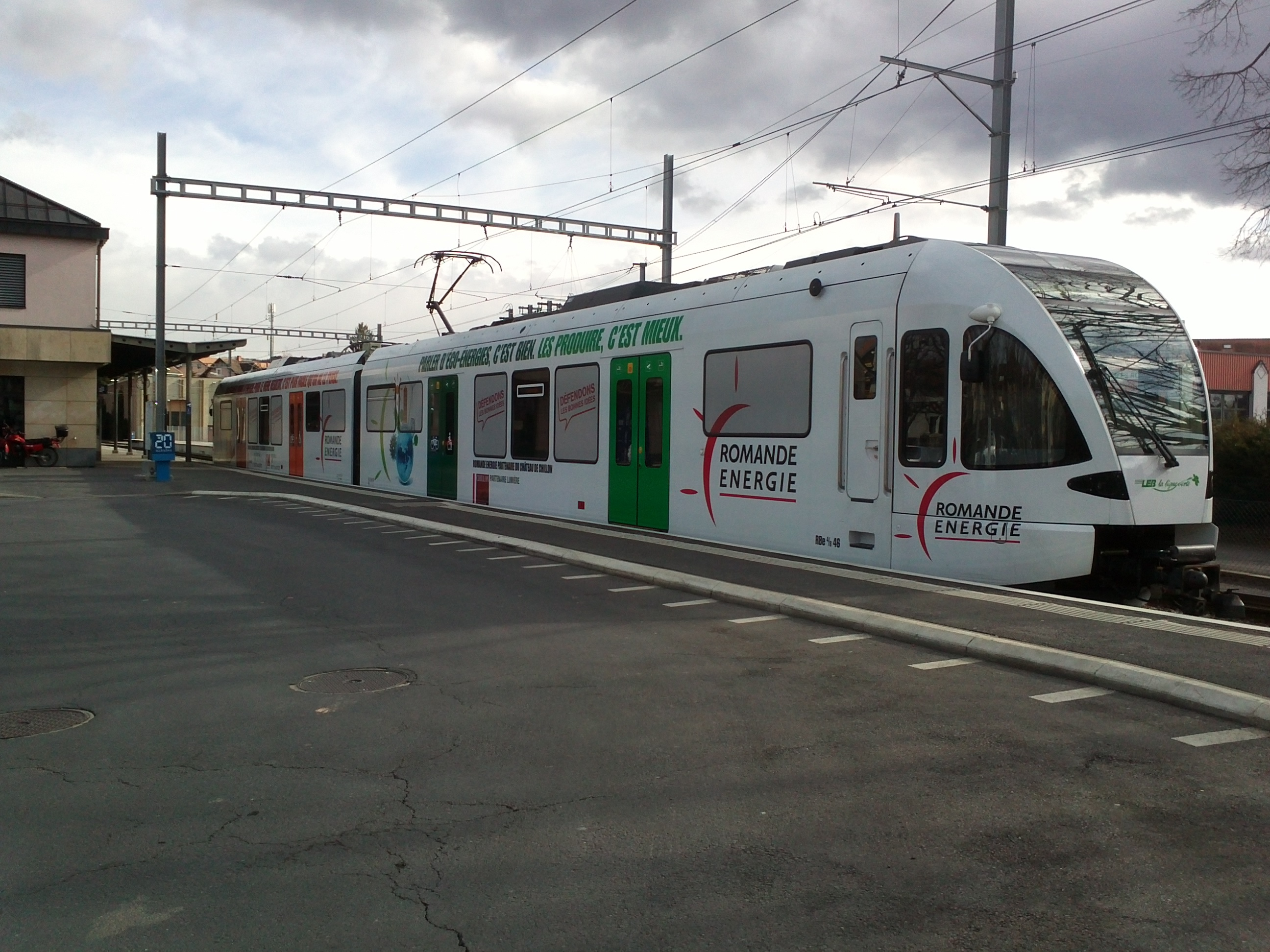
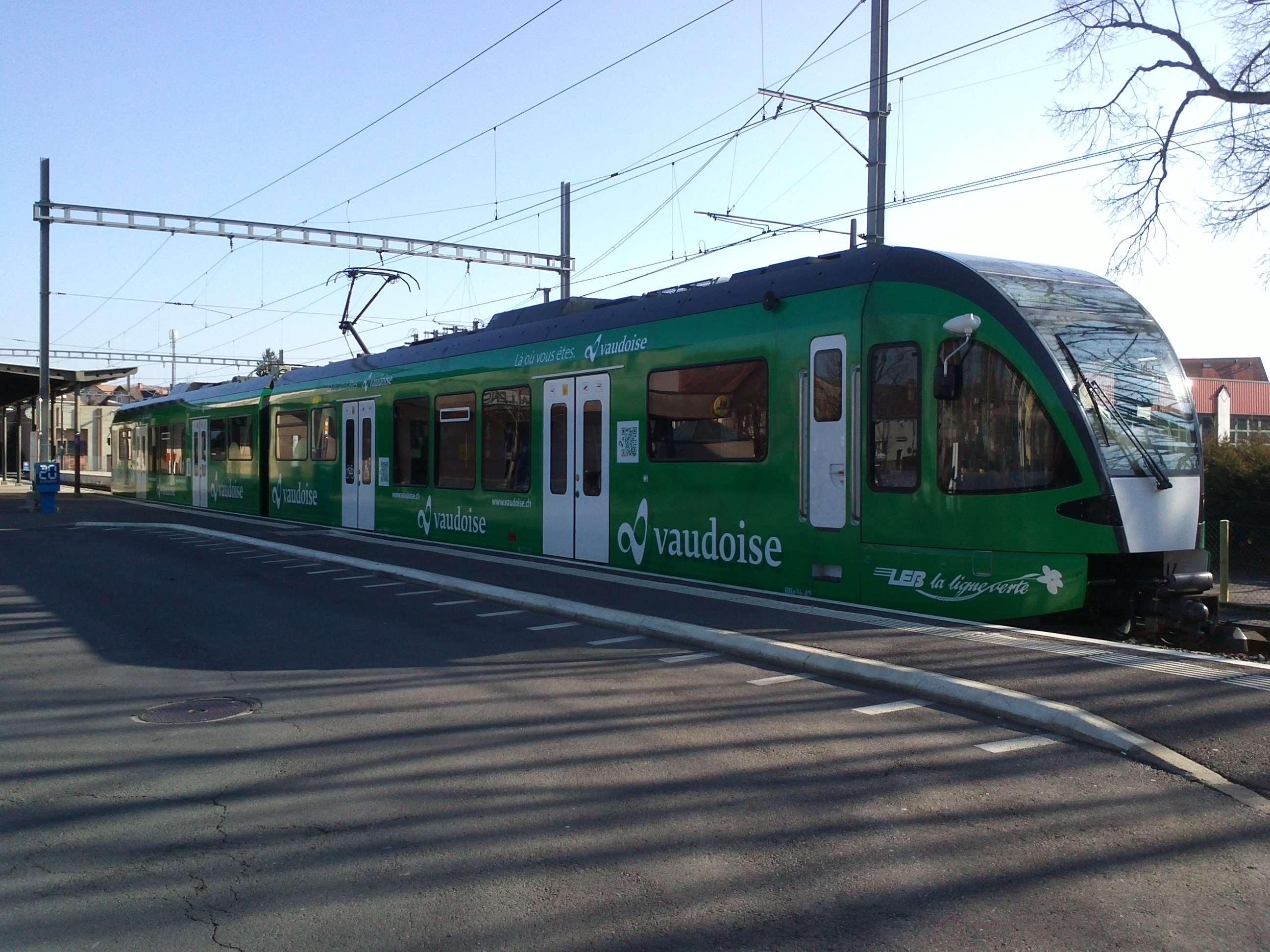

### Intermodalité
Un parc relais pour les véhicules de 30 places y est aménagé. La gare est aussi desservie par sept lignes de bus de CarPostal ; la ligne 414 à destination de la gare de Cossonay-Penthalaz, la ligne 420 vers la gare de Chavornay, la ligne 425 qui dessert l'ouest du Gros-de-Vaud à destination de la gare de Cheseaux, la ligne 428 jusqu'à Thierrens, la ligne 434 jusqu'à Poliez-Pittet, la ligne 440 jusqu'à la gare de Moudon et la ligne 670 à destination de celle d'Yverdon-les-Bains.